# Armadillidium traiana
Armadillidium traiana là một loài chân đều trong họ Armadillidiidae. Loài này được Demianowicz miêu tả khoa học năm 1932.